# STEM
STEM (англ. science, technology, engineering and mathematics — естественные науки, технология, инженерия и математика) — обобщающий термин, используемый для группировки этих отдельных, но тесно связанных между собой технических дисциплин в контексте описания образовательной политики учреждений, учебных программ в школах и дополнительной подготовке. Термин был предложен в 2001 году для обозначения тренда в образовательной и профессиональной сферах учеными Национального научного фонда США (независимое агентство при правительстве США, которое обеспечивает фундаментальные исследования и образование во всех областях науки, кроме медицины).
Дисциплины STEM обычно относятся к естественным наукам (биологии, физике и химии) и точным наукам (математике, логике и статистике). Гуманитарные и социальные науки классифицируются и сгруппированы вместе с искусством под аббревиатурой HASS. Однако психология считается входящей в STEM.

## STEM в мире
Наиболее активно продвигается STEM-подход в образовательном направлении Соединённых Штатов Америки. Программа STEM внедряется на государственном уровне, и такой подход введен в ряде университетов:
- Университет штата Орегон — 169 STEM-специальностей;
- Университет Джорджа Мейсона — 82 STEM-специальностей;
- Университет штата Колорадо — 50 STEM-специальностей;
- Сент-Луисский университет — 47 STEM-специальностей;
- Университет штата Вашингтон — 41 STEM-специальностей;
- Университет Южной Флориды — 39 STEM-специальностей.

В Соединенных Штатах эта аббревиатура начала использоваться в дебатах об образовании и иммиграции в рамках инициатив, направленных на решение проблемы нехватки квалифицированных кандидатов в сфере высоких технологий. Поддержка граждан, хорошо разбирающихся в областях STEM, является ключевой частью повестки дня государственного образования США.  Аббревиатура широко использовалась в иммиграционных дебатах относительно доступа к рабочим визам США для иммигрантов, обладающих навыками в этих областях. Оно также стало обычным явлением в дискуссиях об образовании как ссылка на нехватку квалифицированных работников и недостаточное образование в этих областях.  Этот термин, как правило, не относится к непрофессиональным и менее заметным секторам областей, таким как работа на сборочной линии электроники.
К реализации программы внедрения STEM в образовании присоединился топ-менеджмент компаний Intel, Xerox, Time Warner и другие. К проекту также привлечены фонд, основанный Биллом и Мелиндой Гейтс, и Нью-Йоркский фонд, основанный корпорацией Карнеги и др. В результате была создана некоммерческая организация Change the Equation, которая поддерживает образование по STEM-направлениям.
Средняя часовая зарплата, которую получают работники STEM-сферы в США, в два раза больше, чем в среднем у работников других сфер.
Учебные заведения Франции, Великобритании, Австралии, Израиля, Китая, Сингапура предлагают студентам сертифицированные государственные образовательные программы в научно-технической сфере и ведут подготовку STEM-специалистов. В частности для продвижения STEM в Китае правительство в 2016 году выпустило руководство по национальной стратегии инновационного развития, «предписывающее, что к 2020 году Китай должен стать инновационной страной; к 2030 году он должен занять лидирующие позиции среди инновационных стран, а к 2050 году — стать технологической инновационной державой».
В Индии общее количество выпускников STEM выпускников в 2023 году составило более 2,6 миллиона.  Выпускники STEM вносят свой вклад в индийскую экономику, получая хорошо оплачиваемую заработную плату на местном уровне и за рубежом в течение последних двух десятилетий. Оздоровление индийской экономики с комфортными валютными резервами в основном связано с навыками ее выпускников STEM. В Индии женщины составляют 43% выпускников STEM, что является самым высоким процентом в мире; при этом среди 280 000 ученых и инженеров, работающих в научно-исследовательских институтах страны, женщины составляют всего 14%.
В 2002 году была запущена инициатива «Преобразование Сингапура», нацеленная на превращение этого города-государства в мировой центр креативности, инноваций и дизайна.
В развитие STEM также вовлечены Вьетнам, Гонконг, Турция, Катар, Канада, Украина и др.

## Критика
Майкл С. Тейтельбаум обращает внимание на то, что усилия государства по подготовке большого количества STEM-специалистов могут привести к безработице среди них.
Роберт Н. Шаретт из IEEE Spectrum поддержал данные высказывания и также отметил что лишь четверть выпустившихся по STEM-программам продолжают работать в этой области, а учёная степень есть лишь у половины работающих по специальностям STEM.
Экономист Бен Кассельман в 2014 году в исследовании доходов после окончания учебы в Соединенных Штатах раскритиковал неравномерный уровень заработной платы у выпускников в соответствии с разными категориями STEM. Он подчеркнул, что «многие науки, особенно науки о жизни, оплачиваются ниже общего медианного показателя для недавних выпускников колледжей».
В отчете Университета Рутгерса за 2022 год говорится, что исследования обнаруживают мало доказательств каких-либо системных сбоев или неспособности рыночных реакций удовлетворить любые предложения, необходимые для удовлетворения потребностей в рабочей силе. 
Исследование рынка труда Великобритании, опубликованное в 2022 году, выявило аналогичные проблемы: дает ли наличие ученой степени в области естественных наук, а не по другим предметам преимущество с точки зрения возможности трудоустройства. Лишь меньшинство выпускников STEM работают на высококвалифицированных должностях в области STEM. 

## Дальнейшее развитие концепции
Массовая цифровизация и роботизация могут снижать спрос на работников отдельных профессий, основанных на выполнении рутинного труда, повышают востребованность специалистов творческих профессий. Одним из направлений адаптации рынков труда к новым условиям является привлечение человеческого капитала в перспективные сферы деятельности, которые в наименьшей степени подвержены рискам цифровой экономики и востребованы в новой экономике.
Потребуется существенная трансформация системы образования, направленная на подготовку творчески мыслящих, быстро адаптирующихся, предприимчивых работников.

### STEAM
В 2010-е годы возникла аббревиатура STEAM (science, technology, engineering, arts and mathematics — наука, технологии, инженерия, искусство и математика), учитывающая и творчество в широком смысле. В России в 2018 году на программы высшего образования по STEAM-специальностям принято около 45 % студентов.
Современные экономические реалии определяют необходимость разработки и внедрения новой научно-образовательной политики на основе стимулирования STEAM-конвергенции, когда наука, технологии и искусство изучаются и практикуются совместно.